# Abdon e Sennen
Abdon, conosciuto anche come Abdo o Abdus (Persia, III secolo – Roma, 251 circa), e 
Sennen, conosciuto anche come Sennes, Sennis o Zennen (Persia, III secolo – Roma, 251 circa), sono due santi e martiri persiani, venerati dalla Chiesa cattolica.

## Agiografia
L'ignoto autore della loro Passio li descrive come due nobili orientali tradotti a Roma dall'imperatore Decio dopo una campagna militare: qui, convertiti al cristianesimo e affrancatisi dalla schiavitù, assistevano i perseguitati e seppellivano i corpi dei martiri. L'imperatore Decio, artefice della settima persecuzione contro i cristiani, venuto a conoscenza della loro attività, li avrebbe fatti allora imprigionare. Sarebbero dunque comparsi incatenati davanti al Senato romano, il quale, al loro rifiuto di sacrificare agli dèi pagani, li avrebbe condannati a morte.
La Passio narra dettagliatamente il loro martirio: portati davanti alle belve nel Colosseo, questi riuscirono ad ammansirle. Furono allora squartati dai gladiatori e i loro corpi a brandelli furono gettati sotto la statua del Sole, dove rimasero per tre giorni prima di essere raccolti dal diacono Quirino, che li nascose nella propria casa.
I loro resti sarebbero stati ritrovati, in seguito a una rivelazione, mentre era imperatore Costantino e seppelliti nel cimitero di Ponziano.
La Passio cui si fa riferimento, molto posteriore al loro martirio, è contrastante con fonti precedenti (quali la Depositio Martyrum), dalle quali sembrerebbe come più attendibile il martirio sotto l'imperatore Diocleziano. La Passio Sancti Feliciani, che narra il martirio di San Feliciano di Foligno nel 251, cita invece i santi Abdon e Sennen come prigionieri nel corteo dell'imperatore Decio, di ritorno dall'Oriente e di passaggio a Forum Flaminii.

## Culto
Nel cimitero di Ponziano è tuttora presente un affresco del VI secolo che raffigura i due martiri in abiti persiani con Cristo nell'atto di incoronarli. Nello stesso cimitero è stato trovato un vaso di terracotta con raffigurato un uomo prostrato in preghiera in abiti persiani, che si ipotizza possa essere Abdon.
I loro resti si trovano oggi nella cripta della basilica di S. Marco evangelista a Roma, dove furono trasportati nel 1474, come ci testimonia una pergamena rinvenuta nel 1948 in uno scrigno cinquecentesco sotto l'altare maggiore.
Con molta probabilità furono lì traslati dopo essere stati posti nella chiesa a loro dedicata, oggi non più presente, di cui conosciamo l'esistenza grazie al catalogo delle chiese romane redatto nel XVI secolo per ordine di papa Pio V, in cui viene narrato il grande afflusso di fedeli che si recavano in pellegrinaggio verso la basilica dei santi Abdon e Sennon, da identificarsi con un mausoleo edificato nelle immediate vicinanze della catacomba di Ponziano.
Sono due dei quattro santi patroni della città di Pescia e i patroni della diocesi di Perpignano. 
Sono venerati nella parrocchia di Civine di Gussago (Brescia), come compatroni, dal 1796. La processione nei giorni della loro festa arriva fino ad una grossa edicola, detta localmente "santellone", che riporta anche la data di costruzione, il 1796, ed il committente, Francesco Botti. La devozione nel Bresciano arrivò quasi sicuramente grazie al cardinal Angelo Maria Querini, che nella prima metà del Settecento era sia vescovo di Brescia che responsabile della basilica di San Marco a Roma, dove provvide a far restaurare l'altare in loro onore. Querini aveva infatti invocato Abdon e Sennen durante una grave malattia.
Vengono invocati quali protettori dei fanciulli ciechi o rachitici, dei fabbricanti di botti e contro gli animali nocivi e la grandine.
La loro festa si svolge il 30 luglio.